# Шиманович Олександр Кузьмич
Олександр Кузьмич Шиманович (нар. 29 лютого 1944, Монголія) — український радянський футболіст, нападник або півзахисник.

## Біографія
Народився в сім'ї військового. Невдовзі його родина переїхала з Монголії до Одеси. Футболом почав займатися в школі. Опановувати ази футбольної майстерності прожовжив у тренера Юзефа Клацмана на стадіоні «Спартак». За «спартаківців» грав у першості міста протягом п'яти років; його партнерами були Микола Молочков, Юрій Заболотний, Валерій Бокатов та ін.
В 17 з половиною років отримав запрошення від «Молдови», яку очолював Василь Соколов. У першому сезоні грав за дублерів, за основний склад дебютував 10 квітня 1963 року проти мінського «Динамо», замінив нападника Костянтина Цимбалюка. Три роки захищав кольори молодіжної збірної Радянського Союзу. 1964 року одеський СКА був одним з претендентів на вихід у вищу лігу. Молодого гравця призвали на військову службу в армійську команду з рідного міста, але вже через місяць був переведений до Москви. Отримав двокімнатну квартиру, перевіз дружину з якою одружився у Кишиневі. 
При Валентині Ніколаєві був повноцінним гравцем основного складу, але з приходом Сергія Шапошникова більшість часу проводив на лаві запасних. У травні 1967 року головним тренером ЦСКА був призначений Всеволод Бобров, який також не бачив перспектив для українського гравця, і Шиманович був переведений назад, до СКА (Одеса). А завершував сезон-67 у складі «Чорноморця», команди вищої ліги. 
За «моряків дебютував» у грі з «Пахтакором» 10 вересня, а через два тижні відзначився голом у ворота московського «Спартака», які захищав Володимир Лисицин. У «Чорноморці» грав під керівництвом Валентина Федорова, Сергія Шапошникова і Миколи Морозова. Його партнерами були Семен Альтман, Олександр Ярчук, Петро Цунін, Олексій Попичко, Віктор Лисенко, Валерій Поркуян та ін. Команда у той час мала два рівноцінних склада, була висока конкуренція. У першості 1968 року «моряки» посіли восьме місце, що вважалося досить пристойним результатом. Того ж року був обраний до списку 33-х кращих футболістів України під другим номером (№ 1 — Володимир Мунтян, № 3 — Пятрас Глодяніс із «Шахтаря»).
1972 року захищав кольори сімферопольської «Таврії», а наступного року повернувся до складу «армійської команди», яка на початку 70-х років базувалася у Тирасполі і називалася «Зірка».
З 1980 року працюв на кафедрах фізичної культури одеських навчальних закладів. З 1997 року — в Одеської національній юридичної академії.

## Досягнення
- Бронзовий призер чемпіонату СРСР (1): 1965

## Статистика
| Команда             | Д-1  | Д-1  | Д-2  | Д-2  | Д-3  | Д-3  | Кубок | Кубок |
| Команда             | Ігри | Голи | Ігри | Голи | Ігри | Голи | Ігри  | Голи  |
| ------------------- | ---- | ---- | ---- | ---- | ---- | ---- | ----- | ----- |
| «Молдова» (Кишинів) | 53   | 4    | —    | —    | —    | —    | 3     | 1     |
| ЦСКА (Москва)       | 42   | 6    | —    | —    | —    | —    | 2     | 0     |
| «Чорноморець»       | 89   | 9    | 23   | 1    | —    | —    | 6     | 1     |
| СКА (Одеса)         | —    | —    | 9    | 5    | 38   | 4    | 1     | 0     |
| «Зірка» (Тирасполь) | —    | —    | —    | —    |      | 4    | —     | —     |
| «Таврія»            | —    | —    | —    | —    | 30   | 4    | —     | —     |
| Всього за кар'єру   | 184  | 19   | 32   | 6    |      | 12   | 12    | 2     |

Забиті м'ячі у вищій лізі під час виступів за одеський «Чорноморець»:
| # | Дата       | Місце    | Суперник               | Рахунок | Остаточний рахунок | Воротар              |
| - | ---------- | -------- | ---------------------- | ------- | ------------------ | -------------------- |
| 1 | 26.09.1967 | Москва   | «Спартак» (Москва)     | 1–0     | 1–1                | Володимир Лисицин    |
| 2 | 20.11.1967 | Одеса    | «Динамо» (Мінськ)      | 2–1     | 2–2                | Ігор Андрес          |
| 3 | 16.05.1968 | Одеса    | «Динамо» (Москва)      | 1–0     | 1–0                | Олександр Ракитський |
| 4 | 01.06.1968 | Мінськ   | «Динамо» (Мінськ)      | 2–1     | 2–3                | Анатолій Глухотко    |
| 5 | 20.06.1968 | Одеса    | «Крила Рад» (Куйбишев) | 1–0     | 1–1                | Геннадій Агурєєв     |
| 6 | 22.08.1968 | Одеса    | «Динамо» (Київ)        | 2–0     | 2–4                | Євген Рудаков        |
| 7 | 16.09.1968 | Одеса    | ЦСКА (Москва)          | 1–0     | 2–2                | Юрій Пшеничников     |
| 8 | 30.10.1968 | Одеса    | «Арарат» (Єреван)      | 1–0     | 1–0                | Норайр Демирчян      |
| 9 | 08.07.1969 | Куйбишев | «Крила Рад» (Куйбишев) | 1–1     | 2–2                | Володимир Пронін     |